# Tådene församling
Tådene församling var en församling i Skara stift och i Lidköpings kommun. Församlingen uppgick 2006 i Örslösa församling. 

## Administrativ historik
Församlingen har medeltida ursprung. 
Församlingen var till 1339 annexförsamling i pastoratet Kedum, Tådene, Lavad och Tranum för att därefter till 1962 vara moderförsamling i pastoratet Tådene, Lavad, (Norra) Kedum och Tranum. Från 1962 till 2006 var församlingen annexförsamling i pastoratet Örslösa, Söne, Väla, Gillstad, Tådene, Lavad, Norra Kedum och Tranum. Församlingen uppgick 2006 i Örslösa församling.

## Kyrkor
- Tådene kyrka